# Carlo Cingolani
Carlo Cingolani (Macerata, 4 novembre 1941) è un politico italiano.

## Biografia
Di professione avvocato, esponente della Democrazia Cristiana, è stato sindaco di Macerata dal gennaio 1981 al marzo 1987. Rieletto consigliere comunale nel 1990, ha ricoperto nuovamente la carica di sindaco dal gennaio 1992 al maggio 1993.
Nel 1986 con Aldo Canovari ha fondato la casa editrice Liberilibri.